# Niphona alboplagiata
Niphona alboplagiata es una especie de escarabajo longicornio del género Niphona, tribu Pteropliini, familia Cerambycidae. Fue descrita científicamente por Breuning en 1938.
Se distribuye por Laos. Mide 21 milímetros de longitud.